# Joachim von Harbou
Joachim von Harbou (* 30. Juli 1944 in Misdroy (Pommern)) ist ein deutscher Jurist und ehemaliger Bankvorstand.

## Leben
Von Harbou studierte Rechtswissenschaften an den Universitäten Bonn und Würzburg und promovierte 1975 zum Thema „Tarifautonomie und Individualgrundrechte“. Anschließend trat er in die Dresdner Bank ein, wurde 1996 in deren Vorstand berufen und verließ sie Ende 2001. Von 2004 bis 2007 war er Präsident der IHK Frankfurt am Main. Er hat drei Söhne.

## Dresdner-Bank-Vorstand
Nach seinem Eintritt in die Dresdner Bank im Jahre 1975 war von Harbou dort in München, Stuttgart, Gießen und schließlich in der Zentrale der Bank in Frankfurt am Main tätig. Er gehörte von Mitte 1996 bis zum 31. Dezember 2001 dem Vorstand der Dresdner Bank an. Anschließend war von Harbou unter anderem als Aufsichtsratsvorsitzender der Eurohypo AG tätig.

## IHK-Präsident
Im April 2004 wurde von Harbou zum 29. Präsidenten der IHK Frankfurt am Main gewählt. Dezember 2006 wurde in einer detaillierten anonymen E-Mail an das Hessische Wirtschaftsministerium, der Rechtsaufsicht der IHK, der Vorwurf geäußert, dass seine Wahl zum Präsidenten nicht rechtmäßig gewesen sei, weil er zum Zeitpunkt seiner Wahl im April 2004 nicht als Unternehmer tätig gewesen sei. Dies führte zu längeren Auseinandersetzungen um die Person von Harbous, dem von Vizepräsidenten der IHK autoritärer Führungsstil vorgeworfen wurde. 
Die IHK-Vollversammlung am 14. Februar 2007 wählte angesichts der Auseinandersetzungen im IHK-Präsidium drei andere Präsidiumsmitglieder ab, die ihm gegenüber kritisch aufgetreten waren und eine Aufklärung der Vorwürfe gefordert hatten. Diese Abwahl wurde kurze Zeit später vom Verwaltungsgericht für unwirksam erklärt. Trotz der ungeklärten Vorwürfe bestätigte die Vollversammlung von Harbou selbst erneut in seinem Amt. 
Am 3. April 2007 gab von Harbou bekannt, dass er zum 27. Juni 2007 sein Amt als IHK-Präsident niederlegen werde. Sein Nachfolger in dieser Funktion wurde Hans-Joachim Tonnellier.

## Mandate und Ehrenämter
Joachim von Harbou engagierte sich als Aufsichts- oder Beiratsmitglied, unter anderem der Fraport AG, Unicef Deutschland, der Agrarius AG, Nestlé Deutschland, der Mercedes-Benz Bank AG und der A-Net Digital Media GmbH. 
Als Mitglied des Aufsichtsrats des Universitätsklinikums Gießen war er einer der Initiatoren der 2005 erfolgten Fusion und anschließenden Privatisierung der beiden Universitätskliniken in Gießen und Marburg. Ferner ist er Gründungs- und Kuratoriumsmitglied des 'Gesundheitswirtschaft Rhein Main e. V'.
In den Jahren 1995 bis 2005 vertrat von Harbou die Tschechische Republik als deren Honorarkonsul in Hessen.

## Auszeichnungen
2008 erhielt Joachim von Harbou den Hessischen Verdienstorden.

## Werke
- Joachim von Harbou: Tarifautonomie und Individualgrundrechte. Universität Würzburg, Würzburg 1972 (Dissertation).